# Skriftsystem

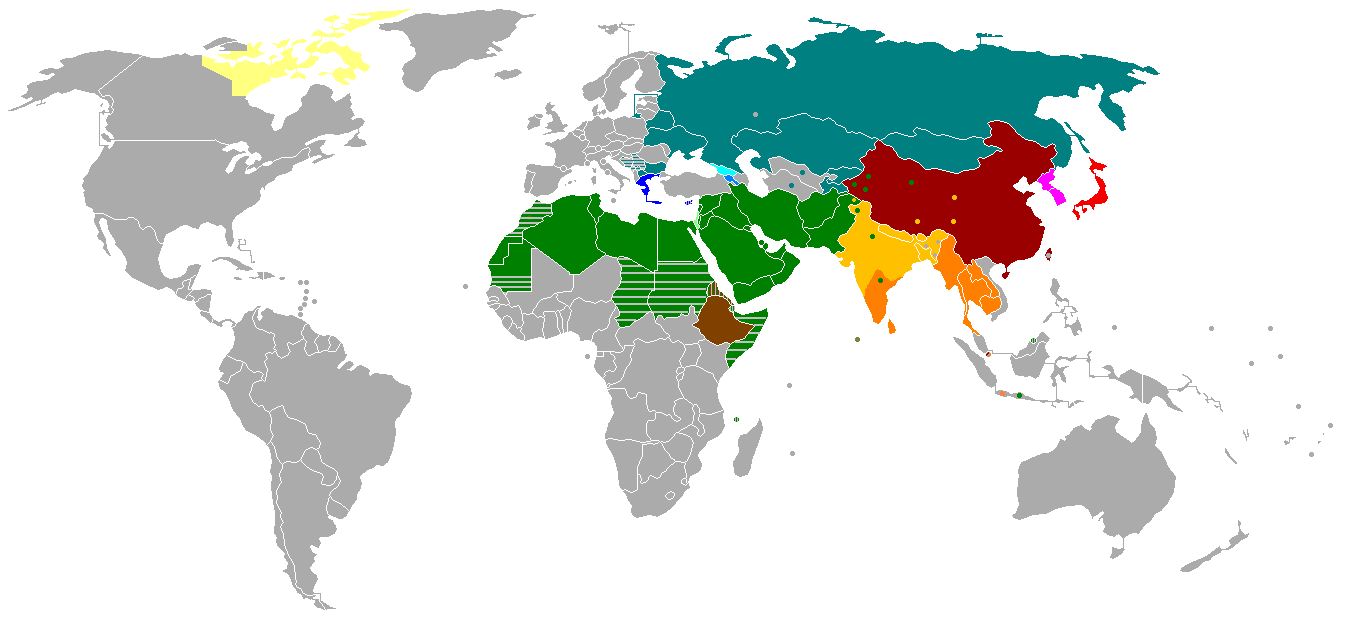
Alfabet
Latinskt
Kyrilliskt
Grekiskt
Armeniskt
Hangul
Georgiskt
Logogram och stavelseskrift
Kinesiska tecken
Kana/kanji
Abjad
Arabisk
Hebreisk
Abugida
Nordindiska
Sydindiska
Etiopisk
Tāna
Inuitisk stavelseskrift

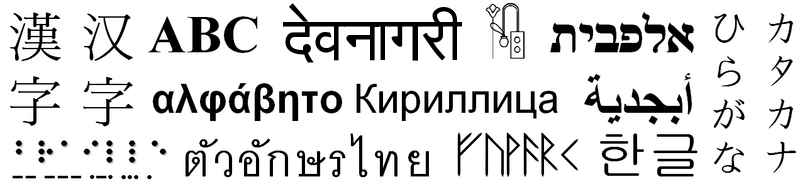
Några av världens skriftsystem.

Ett skriftsystem, ofta förkortat till skrift, är en form av symbolsystem för att representera språkliga uttryck. Den första skriften var bildskrift. Den sumeriska kilskriften och de egyptiska hieroglyferna anses generellt tillhöra de äldsta skriftsystemen och uppkom någon gång under 3400–3200 f.Kr. Den kinesiska skriften uppkom, troligtvis självständigt, någon gång runt år 1600 f.Kr. Bildskriften förenklades successivt av en ökande klass av skrivare eftersom allt mer behövde skrivas ned. I Egypten och Nubien utvecklades först kursiva hieroglyfer i stort sett parallellt med hieroglyferna.
Alfabetisk skrift började utvecklas av olika semitiska folk i Sydvästasien omkring 1500–2000 f.Kr. Först bestod alfabetet av enbart konsonanter, men efter att det sjöfarande handelsfolket fenicierna överfört det till grekerna på 700-talet, lade grekerna till vokaler. Det latinska alfabetet, som i dag med mindre variationer används i Europa, Syd- och Nordamerika samt även på andra håll i världen, kom till romarna från grekiska kolonier på den italiska halvön via etruskerna, som var det spirande Roms närmaste grannar.
I slutet av 700-talet e.Kr. uppfann Alcuin av York de små bokstäverna (gemenerna) och därigenom även skrivstilen, vilket medförde att man kunde skriva avsevärt snabbare.
Skriftspråk används ibland som synonym för skriftsystem. Det kan också syfta på den språkliga stil som skrivs, till skillnad från det som talas.

## Skriftsystemens generella karaktärsdrag
Skriftsystem skiljer sig från andra symboliska kommunikationssystem genom att läsaren för det mesta måste ha någon form av kunskap om det talade språket för att förstå texten. I kontrast till detta står andra symbolsystem som skyltar, målningar, kartor och matematik som ofta är möjliga att tolka oberoende av talat språk.
Språk finns i alla mänskliga samhällen och grupper och språket ses av vissa som det kriterium som skiljer oss människor från andra djur. Utvecklingen av skriftsystem har däremot skett mer sporadiskt. Där de har uppstått har de vanligtvis utvecklats långsammare än det talade språket och ofta behållit och bevarat former och uttryck som inte längre används i talspråket. En av skriftspråkets stora styrkor är dess förmåga att varaktigt lagra information som uttryckts på ett visst språk, information som senare kan återhämtas.
Ett skriftsystem förutsätter:
- en uppsättning definierade baselement eller symboler, individuellt kallade tecken eller grafem och gemensamt kallade för en skrift.
- en uppsättning regler och konventioner som förstås och delas av ett samhälle, som tilldelar mening till dessa baselement, sättet de kombineras och till deras inbördes relationer.
- ett språk (vanligtvis ett talat språk) vars yttringar kan representeras med det givna systemet och även kan återskapas utifrån dess baselement och regler.
- ett sätt att fysiskt lagra symbolerna i ett mer eller mindre permanent medium så att de senare går att tolka (vanligtvis visuellt men också taktila system har skapats).

## Grundläggande terminologi
Skriftsystem studeras inom flera olika ämnen och terminologin kan därför variera en del. För många latinska, tyska och engelska termer finns det inte heller några accepterade svenska motsvarigheter. På samma sätt att termen ord är för vag och omdiskuterad för att kunna användas på ett effektivt sätt inom lingvistiken så är termen bokstav alltför oprecis i studien av skriftsystem.
Med termen text menas en individuell utsaga. Handlingen att framställa en text kallas för att skriva och handlingen att tolka en text för att läsa. Ortografi syftar på metoder och regler och inbegriper också begreppet rättstavning.
Ett grafem är en teknisk term som syftar på en atomär enhet i ett givet skriftsystem. Grafemen utgör byggklossarna med vilka en text kan konstrueras. Konceptet påminner om fonem som används vid studier av talat språk.
Precis som fonem så kan de individuella grafemen representeras på många olika sätt där varje variant på något sätt urskiljer sig visuellt. Dessa variationer kallas allografer (jämförbart med termen allofon inom fonologin). Ett känt exempel är två allografer av lilla g där den ena har en öppen svans medan den andra har en svans som bildar en ögla.

## Skriftsystemens historia
En skrift eller ett skriftsystem är, som tidigare nämnts, en form av symbolsystem för att representera språkliga uttryck. Den första skriften i Mesopotamien och Egypten (3400–3200 f.Kr.) och Kina (1600 f.Kr.) var bildskrift, men definitionsmässigt skulle även grottmålningar och hällristningar kunna vara symboler för att förmedla budskap. Det handlar i sådana fall inte om språk i egentlig mening utan snarast som en form av piktogram. När vetenskapen i Norden började identifiera och försöka förstå sig på hällristningarna kategoriserade man dem som bildskrift. Även om hieroglyferna dechiffrerades har man aldrig lyckats tolka hällristningar, eller ens utröna om ristningarna föreställer ord eller begrepp som ska läsas tillsammans. Hällristningarna uppvisar inte heller några av de tecken som man brukar kunna hitta hos ett fungerande skriftspråk.
Skriftspråkens utveckling i Mesopotamien, Egypten, Kina, Induskulturen och Mellanamerika hänger nära samman med utvecklingen av de första staterna, en kunga- eller hövdingamakt baserad på religiös makt med en administrativ apparat.
De semitiska språken har en struktur så att man utifrån konsonanterna kan förutse vilka vokaler som ska uttalas, och därför var vokalerna "bortrationaliserade" när olika semitiska folk började experimentera med de första alfabetsskrifterna omkring 1500–2000 f.Kr. Dessa konsonantalfabet kallas abjader. Idag består hebreiskan fortfarande av enbart konsonanter. Arabiska skrivs ibland med vokaler, ibland inte, beroende på hur konservativ skribenten är. När konsonantskriften började utvecklas på Sinaihalvön och i Palestina lånade man in delar av hieroglyf-tecken, och den så kallade nordsemitiska abjaden kom till med 22 konsonanttecken. Det sjöfarande handelsfolket fenicierna hade verkligen behov av ett alfabet för att snabbt kunna nedteckna beställningar, kontrakt, lån, avtal och annat som måste skrivas ned av minnesskäl eller för att bekräfta avtal. Fenicierna förde så småningom med sig alfabetet till grekerna, som på 700-talet börjat återhämta sig från ett halvt millennium av stagnation. Greker lade till vokaler eftersom deras språk krävde det, och skapade alfabetet på 700-talet f.Kr. Etruskerna på den italiska halvön tog till sig alfabetet från grekiska kolonisatörer, och från etruskerna gick det i modifierad form vidare till romarna. Det växande romerska riket förde alfabetet vidare och det latinska alfabetet används idag i Västeuropa, delar av Östeuropa, i Nord- och Sydamerika, Australien och Nya Zeeland samt i delar av Afrika och Asien.

### Alcuin av York: gemener och mellanrum mellan ord
Alcuin av York, en kyrkoman och vetenskapsman verksam i England och Frankerriket, uppfann på 700-talet de små bokstäverna (gemenerna) och därigenom även skrivstilen, vilket medförde att man kunde skriva avsevärt snabbare. Han introducerade även mellanrum mellan orden, något vi idag tar som för en självklarhet. Sammantaget införde Alcuin det sätt att skriva som utan större förändringar används i hela Västvärlden idag:
- Enhetlig stavning på latin, även på nya ord som tillkom
- Den karolingiska stilen med välformade små bokstäver (gemener)
- Mellanslag mellan ord
- Stora bokstäver för att börja en mening och små för att fortsätta meningen
- En uppsättning standardskiljetecken som exempelvis punkt och komman
- Uppdelning i meningar och stycken

Innovationen innebar en sådan förbättring att den snabbt fick spridning i den del av Europa som använde det latinska alfabetet. Alcuin inrättade emellertid även en klosterskola där munkar (vilka var den tidens skrivarklass) fick lära sig det nya sättet att skriva, vilket garanterade att samma skrivregler utan undantag användes på latin och även när det gällde modersmålen i de katolska länderna.

## Typer av skriftsystem
De äldsta kända skriftsystemen var primärt logografiska i sin natur; baserade på piktografiska och ideografiska element. De flesta skriftsystem kan lite grovt delas in tre kategorier: logografiska, syllabiska och alfabetiska (eller segmentella). Alla tre kan dock förekomma i varierande mängd inom ett och samma skriftsystem. Termen komplext skriftsystem används ibland om de där blandningen gör en klassifikation svår.
| Typ             | Vad varje symbol representerar | Exempel            |
| --------------- | ------------------------------ | ------------------ |
| Logografisk     | morfem                         | kinesisk hanzi     |
| Syllabisk       | stavelser                      | japansk kana       |
| Abugida         | fonem (konsonant + vokal)      | indisk devanāgarī  |
| Abjad           | fonem (konsonant)              | arabiska           |
| Alfabetisk      | fonem (konsonant eller vokal)  | latinska alfabetet |
| Särdragsbaserad | fonetiska särdrag              | koreansk hangul    |

### Logografiska skriftsystem
Ett logogram är ett enskilt skrivtecken som representerar ett komplett grammatiskt ord, eller morfem. De flesta kinesiska tecken klassificeras som logogram.
Då varje tecken representerar ett morfem krävs det många tecken för att skriva alla ord i ett språk. Det stora antalet tecken en person behöver lära sig är en av de logografiska skrifternas nackdelar gentemot de alfabetiska. Å andra sidan, då betydelsen finns inbakad i själva tecknet, kan de, likt de kinesiska tecknen, användas för att representera flera olika språk.
Några exempel på logogram i västerländska skriftsystem är arabiska siffror (1, 2, 3…), &- och %-tecken samt valutasymboler (€, $, £, ¥). Före boktryckarkonsten, då skrivmaterial såsom pergament var dyra, var logogram ett sätt att göra texter mer kompakta.

### Syllabiska skriftsystem
Ett syllabiskt skriftsystem består av en uppsättning skrivtecken som representerar stavelser. I ett rent syllabiskt skriftsystem finns det inga systematiska likheter mellan tecken som representerar likartade stavelser (exempelvis ka och ke eller ka och ko).
Dessa skriftsystem passar bäst för språk med en enkel stavelsestruktur, såsom japanska. Medan de japanska hiragana och katakana klarar sig med vardera 48 tecken så hade ett språk som svenskan, med 18 vokalfonem som kan kombineras med upp till tre konsonanter på var sida, behövt orimliga tiotusentals tecken.

### Alfabetiska skriftsystem
Ett alfabet består av en liten uppsättning bokstäver som representerar, eller historiskt representerade, enskilda fonem i det talade språket. Ordet alfabet kommer från de två första bokstäverna alfa och beta i det grekiska alfabetet.

#### Abjader
Den första typen av alfabetisk skrift som uppkom vara abjaden. En abjad är ett skriftsystem där varje tecken representerar en konsonant. De skiljer sig från alfabeten genom att de saknar bokstäver för vokaler.
Samtliga kända abjader tillhör den semitiska familjen. Detta beror på att semitiska språk och berberspråk har en morfematisk struktur som i de flesta fall gör vokaler redundanta.
Det feniciska alfabetet kan dateras till cirka 1000 f.Kr. och antas ha givit upphov till det grekiska alfabetet, det hebreiska alfabetet och flera andra. Liksom de hebreiska och arabiska alfabeten saknar det feniciska symboler för vokaler; alla symboler representerar konsonanter. Det är därför inte ett egentligt alfabet i modern mening, utan en abjad.
Vissa abjader, som arabiska och hebreiska, har även tecken för att markera vokaler men dessa används bara i speciella sammanhang som läroböcker och heliga skrifter. Många skriftsystem som härstammar från abjader har senare utvidgats med vokaler. Detta sker oftast då skriften anpassas till ett icke-semitiskt språk. Det mest kända fallet är det grekiska alfabetet som härstammar från den feniciska abjaden.

#### Abugidor
En abugida är ett skriftsystem vars tecken representerar konsonanter med en medföljande "inbyggd" vokal och där konsekventa förändringar av de grundläggande tecknen används för att representera andra vokaler.
I en abugida finns det därmed inget tecken för k men däremot ett för ka. Ke fås genom att tecknet för ka modifieras på samma sätt som man skulle modifiera la för att få le. I många abugidor används vokaltecken men det finns också exempel där tecken speglas eller roteras.

#### Alfabet med vokaler som självständiga bokstäver
Det grekiska alfabetet utvecklades under klassisk tid (omkring 800-talet f.Kr.) och används än idag för att i skrift uttrycka det grekiska språket. Det grekiska alfabetet är ursprunget till dagens övriga moderna europeiska skriftsystem, de latinska och kyrilliska alfabeten. Det är en allmän uppfattning att det grekiska alfabetet, som har vokaler, huvudsakligen har utvecklats ur någon äldre form av semitiskt skriftsystem utan vokaler, troligtvis det feniciska alfabetet, som enligt traditionen skulle förmedlats till grekerna via kontakter med feniciska handelsmän.
Det latinska alfabetet utvecklades ur det etruskiska alfabetet (de nu utdöda italiska alfabetssystemen för indoeuropeiska och icke-indoeuropeiska språk) som från 700-talet f.Kr. i sin tur utvecklades ur en variant av det grekiska alfabetet. Antalet bokstäver var ursprungligen 21:
| A | B | C | D | E | F | Z | H | I | K | L | M | N | O | P | Q | R | S | T | V | X |
| - | - | - | - | - | - | - | - | - | - | - | - | - | - | - | - | - | - | - | - | - |

Utvecklingen tycks ha sett ut så här:
hieroglyfer som dissekeras → semitiska alfabet med enbart konsonanter → spridning genom fenicierna → grekisk vidareutveckling och spridning till kolonier på bland annat italiska halvön → etruskisk vidareutveckling → Etruskernas grannar i Rom tar till sig alfabetet → latinska alfabetet sprids i det romerska imperiet → det latinska alfabetet cementeras i Västromerska riket medan kyrillisk skrift utvecklas i Östromerska riket → de kristna fortsätter att sprida alfabeten framför allt norrut, till bland annat germanska och slaviska folk → så småningom uppfinns även de små bokstäverna (som är en fördubbling av antalet tecken), skrivstilen i kombination med symboler (logogram) som utropstecken, frågetecken, kolon, parenteser med mera, samt det arabiska siffrorna (0, 1, 2, 3, 4, 5, 6, 7, 8, 9, och så vidare).
I ett helt fonematiskt alfabet skulle bokstäver och fonem överensstämma perfekt; det vill säga att det alltid går att förutsäga stavningen av ett ord utifrån uttalet och vice versa. Ett fonematiskt alfabet tenderar att vara betydligt lättare att lära sig än ett med mer komplex och oregelbunden stavning. Då skrift- och talspråk utvecklas i olika takt blir alfabeten med tiden sämre och sämre representationer av talspråket. Engelskan har blivit ett världsspråk sett till hur många som inte har det som modersmål som lärt sig det och använder det, men överensstämmelsen mellan stavning och uttal är låg – även för de engelskspråkiga.
Bokstaven A i modern engelska används för att representera åtminstone elva olika vokalljud. Möjligheter att ändå använda de kända bokstäverna på enklast möjliga sätt har fått många att titta på finsk-estnisk stavning, som vissa på grund av dess vokalharmoni anser erbjuda den enklaste lösningen på hur den mest spridda uppfattningen om hur framför allt vokaler ska användas i en ny stavning av engelska, spanska, ryska, franska, portugisiska och andra större språk av huvudsakligen europeiskt ursprung i förhållande till uttal. Icke-anglosfära ting som behandlas i de engelskspråkiga artiklarna på Wikipedia inleds ofta med olika försök att beskriva hur det främmande ordets vokaler ska uttalas. Oftast används det omfattande internationella fonetiska alfabetet, som inte många förstår utan att ägna mycket tid åt att lära in. I andra fall har artikelförfattaren försökt förklara att bokstaven i när det gäller det aktuella ordet ska uttalas som ee i bee, osv. Stavningsreformer som kan användas för att åtgärda detta möts i vissa kulturer med motstånd av personer som anser att den äldre stavningen representerar ett mer korrekt uttal, men detta är inte fallet med engelskan.
När lingvister i modern tid tar fram alfabeten för språk som tidigare har saknat det brukar målet vara en fonematisk skrift.

##### Runskrift
De äldsta fynden av runor är från skiftet mellan 100- och 200-talet. Runalfabetet uppfanns av germanska folk på kontinenten som kommit i kontakt med det romerska alfabetet och med intryck av detta med tiden förändrat det till ett eget skriftsystem. Bokstäverna har inga mjuka former på grund av att de ristades in i trä, ben, metall och stenar, medan papper och bläck förmodligen saknades om inte germanerna råkade befinna sig i närheten av Rom. Runorna har använts för magiskt bruk, för eftermälen och för den tidens historiska berättelser.

### Särdragsbaserade system
I ett skriftsystem baserat på fonetiska särdrag representerar symbolerna inte fonem utan istället fonetiska särdrag såsom stämbandston eller artikulationsställe. Teoretiskt sett skulle varje särdrag kunna skrivas med ett separat tecken. Alfabet, men också abjader, abugidor och stavelsealfabet skulle kunna vara särdragsbaserade men det enda framstående skriftsystemet av detta slag är det koreanska hangul. I hangul kombineras tecken för specifika särdrag till att bilda alfabetiska bokstäver. Bokstäverna i sin tur kombineras till stavelser. På så sätt kombinerar hangul tre olika nivåer av fonologisk representation.

## Skrivriktning
Ett viktigt karaktärsdrag i klassifikationen av ett skriftspråk är dess skrivriktning, det vill säga den riktning ett skriftspråk löper åt i skrift.
Det finns flera olika skriftriktningar, några traditionella exempel är:
- höger-till-vänster-skrift – var rad löper från höger mot vänster
- vänster-till-höger-skrift – var rad löper från vänster mot höger
- plogskrift (bustrofedon) – varannan rad löper omväxlande från vänster till höger och från höger till vänster etc
- uppifrån-och-ner-skrift – var rad löper uppifrån och ner
- nerifrån-och-upp-skrift – var rad löper nerifrån och upp
- spiralskrift – raden löper (eller snarare ringlar) i en spiral, rätvinklig eller ej, från eller mot ett centrum

## Vinčasymbolerna

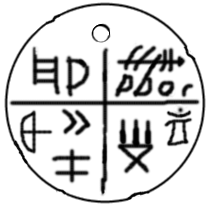
Tecken som finns på amulett från 5300-talet f.Kr. från Tărtăria-området i Rumänien.

De så kallade vinča-symbolerna, som ibland kallas vinča-skrift eller vinča-turdaș är en uppsättning symboler från den neolitiska eran (sjätte till femte årtusendena f.Kr.) som hittats på föremål (bland annat keramik) från Vinčakulturen i sydöstra Europa. De största optimisterna vill här se ett balkanskt skriftspråk som kan vara 2 000 år äldre än kilskriften och hieroglyferna – ett ur-europeiskt skriftspråk som var först i världen. Dessa folk, och kanske även högkulturerna söderöver, ska ha fått sina skriftspråk från människor som levde i områden som utgör Svarta havets botten idag. För 20 000 år sedan fanns där en eller flera insjöar och vattenytan antas ha befunnit sig på en 120 meter lägre nivå än idag. De största landområdena fanns i norra delen av Svartahavsområdet, särskilt öster om dagens Krimhalvö, medan människorna bara kunde gå torrskodda längs en kilometerbred remsa i de södra delarna, mot Anatolien till. Under de allt fler varma perioderna under slutet av istiden smälte inlandsisen långt i norr och havsnivåerna steg. Detta var dock inte fallet i Svartahavsområdet, som var avskuret från Medelhavet av en landtunga där Bosporen ligger idag. Denna ska ha brustit, förmodligen i omgångar, och drabbat de folk som levde i Svarta havsområdet med stora översvämningar, som de emellertid klarade av samtidigt som civilisationen avancerade. 2004 publicerade den tyske professorn Siegfried G. Schoppe, vid institutionen för ekonomisk historia och teori med specialisering på antiken och hans bror en bok om hur högkulturen, om det var en sådan, slutgiltigt gick under år 5510 f.Kr., dock i en takt så att människor hann fly år olika håll. Denna, som berörde teman som syndafloden, Atlantis och orsaken till den indoeuropeiska folkspridningen, blev en bestseller. Över 100 000 km² av det land folket/folken var bosatta på dränktes i alla fall av saltvatten.
När det gäller symbolerna anses dessa i allmänhet utgöra ett slags proto-skrift. Tecknen ska ha förmedlat ett budskap men inte ha fungerat så att de skulle sättas samman enligt ett visst mönster för att förfina budskapet. Man vet inte om det är fråga om enkla ristningar eller mer komplicerade logogram eller hieroglyfisk skrift. På vissa sena fynd finns något som liknar bokstäver: X, •, b, o, r, I, s. Dock borde tecknen ha utvecklats till ett skriftspråk eftersom kulturen var långvarig. De flesta Vinča-bosättningar – ett hundratal – har hittills hittats i det som idag utgör landet Serbien. Flertalet har inte grävts ut ännu, och de flesta ska ha funnits längs floden Dnestr.